# An der Elbe
(Fremden-Blatt)
An der Elbe (Sull'Elba) op. 477, è un valzer di Johann Strauss figlio.
Il valzer di Johann Strauss An der Elbe venne pubblicato, nelle sue varie edizioni, dalla casa editrice di Dresda J.G. Seeling nel 1897/8.
Dresda, la capitale del regno di Sassonia, spesso soprannominata la “Firenze dell'Elba” grazie all'immenso patrimonio artistico e alla sua posizione poiché si estende in un'ampia valle su entrambe le rive del fiume Elba compare nell'illustrazione che adorna la prima edizione per pianoforte del valzer.
Nell'introduzione del suo valzer, Strauss, ha cercato di catturare l'animo del grande fiume che attraversa Dresda e che prosegue nel suo lungo percorso di 725 miglia, dalla Boemia al Mare del Nord.
Rimane ancora oggi poco chiaro il motivo per cui il Re del valzer viennese abbia intitolato la sua penultima composizione (che Strauss stesso presentò al pubblico) An der Elbe.
I legami di Strauss con la città erano stati molto intensi fin dal 1852 quando, durante una tournée di concerti a Berlino e Amburgo soggiornò per due volte a Dresda. La visita venne ricordata da Strauss nella sua Zehner-Polka (Polka dei dieci), op. 121, che compose "In onore di una società di 10 persone a Dresda, e dedicato a loro in amicizia".
Da allora, in diverse occasioni Johann fu ospite nella città sull'Elba, sapendo di trovarvi degli amici fedeli. Per il momento, però, le origini del valzer An der Elbe restano un segreto.
Johann Strauss scelse di presentare An der Elbe durante un concerto di beneficenza del fratello Eduard nel Musikverein di Vienna, nel pomeriggio di domenica 28 novembre 1897.
Il programma di Eduard per il concerto comprendeva composizioni di Ambroise Thomas, Eduard Strauss, Bazzini, Liszt, Grieg e Blasser.
Subito dopo Eduard ha accolto il fratello sul podio, gli consegnò la bacchetta, e Johann condusse il valzer An der Elbe.
Il lavoro, fu ben accolto dal pubblico e ne fu richiesto il bis. Il 30 novembre 1897 il Fremden-Blatt riportò: